# Атрагон
«Атрагон» (яп. 海底軍艦) — японський токусацу-фільм режисера Ісіро Хонди, знятий за мотивами твору Сюнро Осікави. У Японії фільм вийшов у прокат в грудні 1963 року, а в США — лише в березні 1965 року. У Японії фільм вийшов на VHS у 1982 році, в США він вийшов на DVD у 2005 році. Це перший фільм, в якому з'являється Манда — морський дракон, який надалі не раз з'являвся в інших фільмах.

## Сюжет
Легендарна імперія Му знову з'являється та загрожує всього світу. Поки країни об'єднуються свої сили для боротьби з імперією, колишній капітан Другої світової війни створив найбільший військовий корабель, який коли-небудь існував, і, можливо, єдину зброю проти Му.
Однієї ночі під час фотозйомки для журналу фотографи Сусуму та Йосіто стають свідками того, як автомобіль їде прямо в океан. Під час розмови з детективом наступного дня вони помічають Макото Джингудзі, дочку померлого імператорського капітана Джингуджі, за якою стежить підозріла особа. Колишній начальник її батька, відставний контр-адмірал Кусумі стикається з репортером, який стверджує, що капітан Джингуджі живий і працює над новим проектом підводного човна. Тємничий таксист намагається викрасти Макото та адмірала, стверджуючи, що він є агентом імперії Му. Дізнавшись про те, що його переслідує фотограф, він тікає в океан.
Під час чергового візиту до детектива для адмірала прибуває пакет із написом «MU». Всередині знаходився фільм, на якому зображений процвітаючий підводний континент (із власним геотермальним «сонцем»), який вимагає капітуляції надводного світу та хоче завадити Джинджуджі завершити підводний човен «Атрагон». ООН усвідомлює, що Атрагон може бути єдиною у світі зброєю проти Му, і просить адмірала Кусумі звернутися до Джингудзі. Одночасно з цим з'являється Макото, який виявляється морським офіцером під керівництвом Джингуджі. Він погоджується провести декількох людей до бази Джинджуджі, але відмовляється розголошувати її місцезнаходження. Після кількох днів подорожі учасники опиняються на тропічному острові, населеному лише підлеглими Джингуджі.
Зрештою капітан Джингуджі вітає відвідувачів, хоча він холодно відноситься до своєї дочки і розлючений вчинком Кусумі. За його словами, він побудував Атрагон як засіб відновлення Японської імперії після її поразки у Другій світовій війні і наполягає на тому, щоб його не використовували з іншою метою. Макото втікає від батька, пізніше її втішує Сусумо. Тестовий запуск Атрагона вдався — підводний човен навіть піднімається з води і летить навколо острова. Коли того вечора капітан приходить до Макото і розмовляє з нею, Сусумо знову дорікає капітану за егоїстичну відмову прийти на допомогу світові. Після того, як репортер викрав Макото і Сусумо, а база була зруйнована бомбою, Джинджуджи погоджується та готує Атрагон до війни проти Му.
Імперія Му здійснює нищівну атаку на Токіо і погрожує згодувати в'язнів жахливому божеству Манді, якщо з'явиться Атрагон. З'являється супер-підводний човен, який переслідує підводний човен Му до входу в імперію в океанських глибинах. Тим часом Сусумо та інші ув'язнені втікають зі своєї камери та викрадають імператрицю Му. Їм заважає Манда, але незабаром їх рятує Атрагон, який потім заморожує Манду за допомогою «Абсолютної нульової гармати». Джингуджі пропонує мир, але горда імператриця відмовляється. Пізніше капітан направляє Атрагон прямо у енергетичний зал Імперії і заморожує його геотермальну техніку. Це призводить до вибуху, помітного навіть тим, хто знаходиться на палубі підводного човна. Бачачи смерть своєї цивілізації, імператриця аокидає Атрагон та пливе прямо у палаючий вогонь. За йим спостерігають Джингуджі, Макото, Сусумо та інші.

## Кайдзю
- Манда

## Актори
- Тадао Такасіма — фотограф Сюсуму Хатанака
- Йоко Фудзіяма — Макотт Дзінгудзі
- Ю Фудзікі — Йосіто Нісібе
- Кен Уехара — адмірал Кюсумі
- Дзюн Тазакі — капітан Хасіро Дзінгудзі
- Кендзі Сахара — агент Му Юміно
- Хіросі Койдзюмі — Іто
- Йосіфумі Тадзіма — Сабуро Амана
- Хіпосі Хасегава — лейтенант Фудзі
- Акіхіко Хірата — агент Му №23
- Тецуко Кобаясі — імператриця Му
- Хідейо Амамото — жрець Му
- Мінору Такада — начальник Міністерства оборони
- Акемі Кіта — фотомодель Рімако
- Ікіо Савамюра — таксист

## Вплив фільму
Фільм мав немалий успіх як і в Японії, так і в інших країнах.  Найвідоміша сцена у фільмі — напад дракона Манди на Готенго. Цей епізод пізніше був повторений у фільмі «Ґодзілла: Фінальні війни» (2004), а Манда також з’являлася у фільмах «Знищити всіх монстрів» та «Атака Ґодзілли», а також у грі «Godzilla: Monster War».

## Схожі фільми
- «Ґодзілла проти Мегалона» — у цьому фільмі стародавня цивілізація також хоче завоювати людей, використовуючи для цього свого монстра.
- «Мотра 2» — сюжет цього фільму також пов'язаний із затонулим континентом Му.
- «Рептілікус» — фільм 1961 року, титульний монстр у фільмі нагадує Манду.
- «Війна динозаврів» — у фільмі теж присутній східний дракон, схожий на Манду.

## Факти
- У якості титульного монстра Томоюкі Танака не випадково вибрав змієвидного дракона — наближався 1965 рік, рік Дерев'яної Змії.
- В Единбурзі існує метал-група під назвою «Атрагон».